# Gloria Steinem
Gloria Marie Steinem (Toledo, Ohio, 25 de març de 1934) és una periodista i escriptora estatunidenca, considerada una icona del feminisme al seu país així com una activista pels drets de la dona, especialment durant els anys 1960 i 1970. A banda, és membre honorària dels Socialistes Democràtics d'Amèrica.
Filla de Leo Steinem, jueu que es dedicava a la venda ambulant d'antiguitats, i de Ruth Steinem, periodista, va néixer durant la Gran Depressió. Va passar la seva infància anant d'una part a una altra dels Estats Units. El para comprava i venia antiguitats i la família vivia en una caravana.
Va ser columnista del New York Magazine i va cofundar la revista Ms.. El 1969 va publicar un destacat article titulat «After Black Power, Women's Liberation» (després del poder negre, l'alliberament de la dona), que la va convertir en una de les referents en la segona onada de teoria feminista, juntament amb d'altres com Betty Friedan.
El 2005 va cofundar amb Jane Fonda i Robin Morgan el Women's Media Center, una organització que lluita per millorar la visibilitat de les dones en els mitjans de comunicació. Treballa principalment com a activista i portaveu en temes d'igualtat a escala internacional.
El 2013 va rebre la Medalla Presidencial de la Llibertat.

## Obres
- 1957: The thousand Indias.
- 1963: The beach book.
- 1983: Outrageous acts and everyday rebellions (Actes escandalosos i rebel·lies quotidianes).
- 1986: Marilyn.
- 1991: La revolució interior.
- 1993: Moving beyond words.
- 2006: Doing sixty & seventy.
- 2016: My life on the road. / La meva vida a la carretera. Editorial Alpha Decay